# Bekasina himálajská
Bekasina himálajská (Gallinago nemoricola) je druh slukovitého ptáka, který hnízdí v Himálaji a na zimu migruje do himálajského předhůří, menší část populace táhne až do severního Vietnamu.

## Systematika
Druh poprvé popsal Brian Houghton Hodgson v roce 1836. Bekasina himálajská se řadí do početného rodu bekasin Gallinago. Netvoří žádné poddruhy.

Vybraná dobová vyobrazení
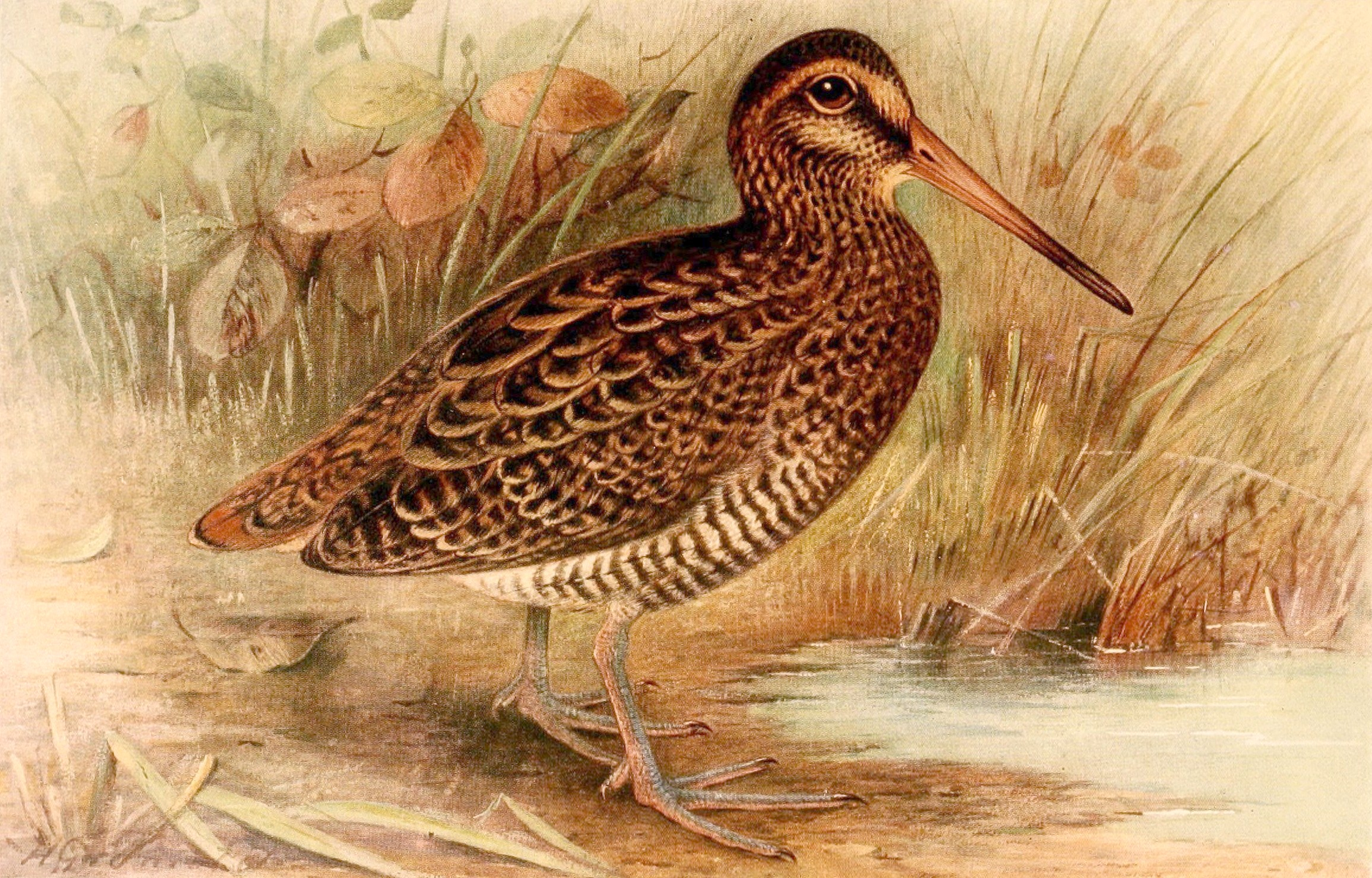
Henrik Grønvold, 1921
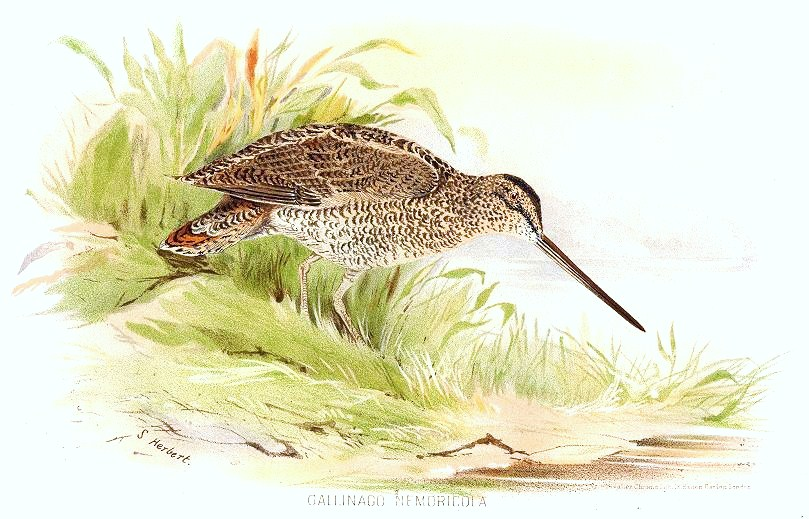
S. Herbert, cirka 1890
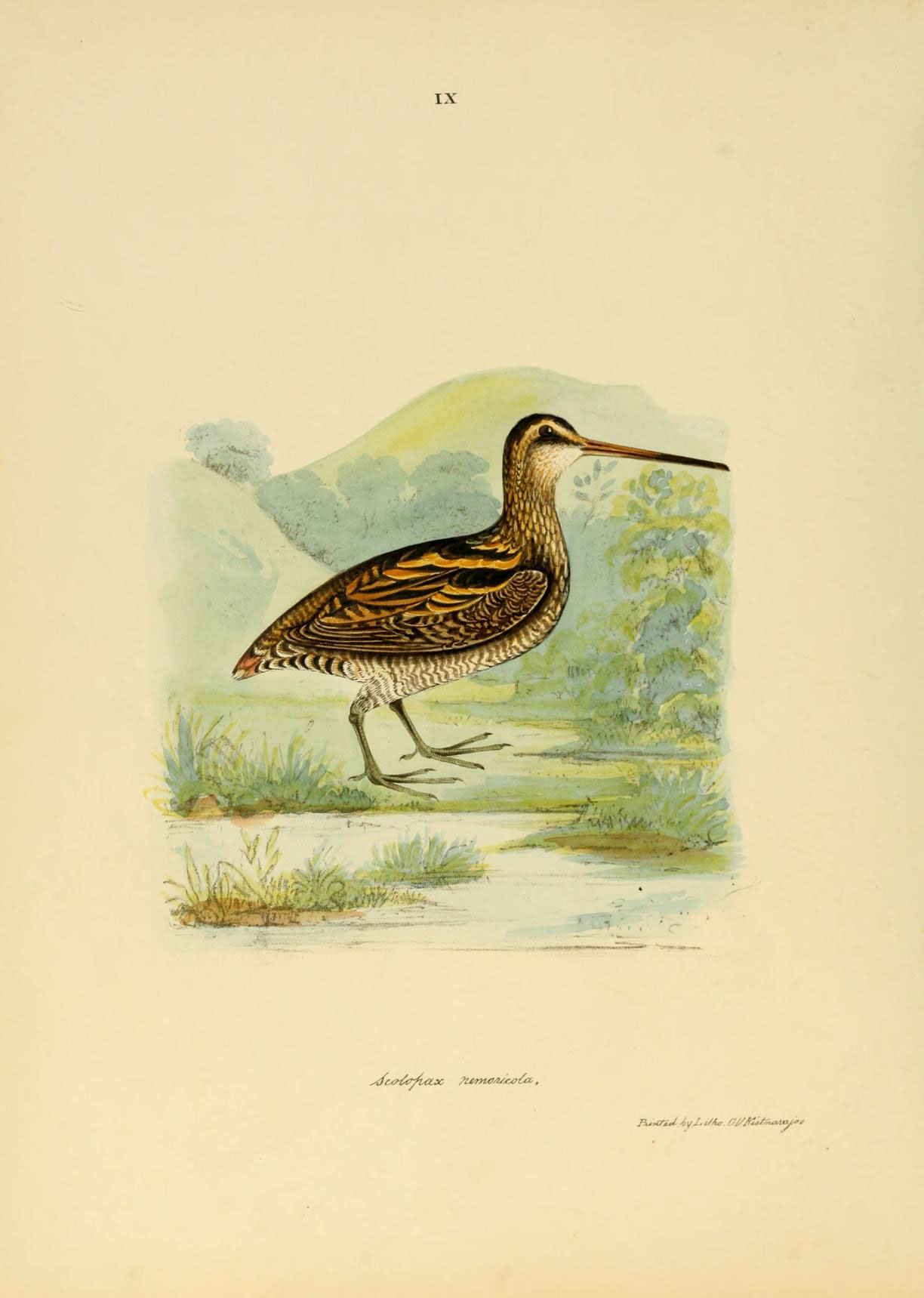
Biodiversity Heritage Library, 1847

## Rozšíření a populace
Bekasina himálajská hnízdí v Himálaji, konkrétně v severozápadní a severovýchodní Indii, Nepálu, Bhútánu, jihovýchodním Tibetu a jižních částech Číny (střední S’-čchuan, možná i Jün-nan). Na zimu táhne do níže položených oblastí Himálaje a menší část populace táhne i do severního Vietnamu. Občas zavítá (nebo zabloudí) i do dalších částí jižní a jihovýchodní Asie jako je jižní Indie, Šrí Lanka, Bangladéš, Myanmar, Thajsko a Laos.
Celková populace se odhaduje na méně než 10 000 dospělých jedinců.

## Popis

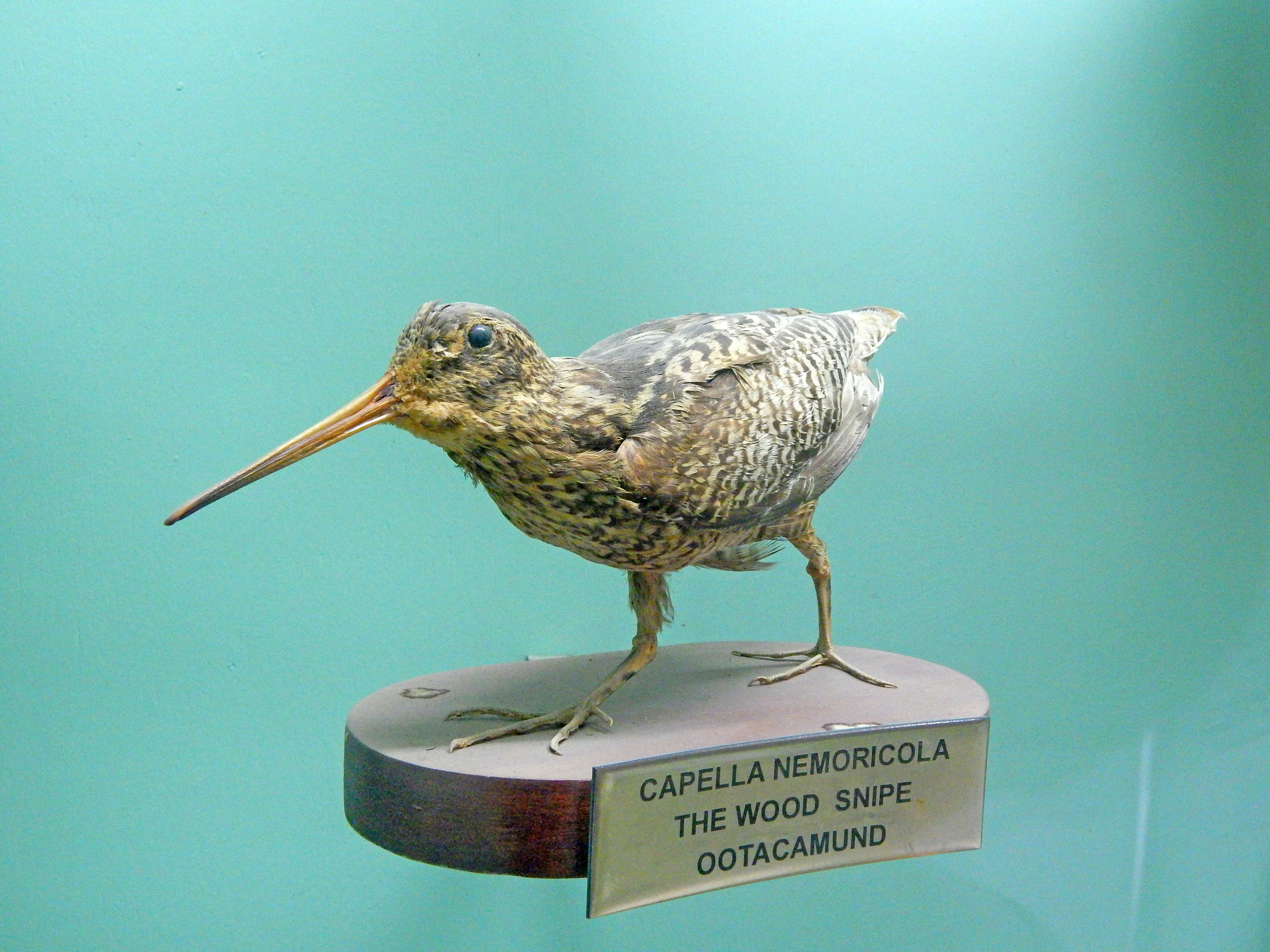
Vycpaný exemplář bekasiny himálajské

Jedná se o poměrně statnou bekasinu se zakulacenými, širokými křídly, což při letu slouží jako hlavní rozpoznávací znak. Délka těla dosahuje 28–32 cm, křídlo je dlouhé 142–156 mm, zobák 61–72 mm, běhák 34–39 mm a ocas 63–74 mm. Podobně jako ostatní bekasiny, i bekasina himálajská má kryptické opeření, které hraje žlutohnědými, krémovými a tmavými barvami. Hlava má výrazné pruhy, přičemž světlý pruh na korunce je velmi tenký. Ocas je složen z 9 párů krovek, přičemž všechny krovky kromě středního páru mají bílá zakončení. Zobák je při kořenu nahnědlý a postupně tmavne, špička je plně černá. Nohy jsou šedozelené. Pohlavní dimorfismus je nevýrazný, samici od samce v podstatě nelze v terénu spolehlivě odlišit.

## Biologie
Doba hnízdění nastává mezi dubnem a červnem. Hnízdní habitat druhu tvoří alpínské louky a močály s občasnou nízkou keřovitou vegetací. Většinou hnízdí v nadmořských výškách 3000–5000 m n. m., výjimečněji i níže až do 1200 m n. m.
O biologii druhu je známo jen minimum informací, jedná se o jednu z nejméně známých bekasin.

## Ohrožení a ochrana
Mezinárodní svaz ochrany přírody hodnotí druh hodnotí jako zranitelný. V průběhu 20. století byly bekasiny himálajské ohroženy hlavně lovem, který je v moderních dobách problémem jen na lokální úrovni. Hlavní novodobou příčinou ohrožení je hlavně ztráta a degradace habitatu. To platí hlavně u zimních biotopů, kde dochází k přeměně močálovitých a mokřadních biotopů na zemědělská pole. K degradaci biotopu však dochází i na nepálských hnízdištích, kde pastevci a jejich dobytek míří stále do vyšších nadmořských výšek.